# 판도라

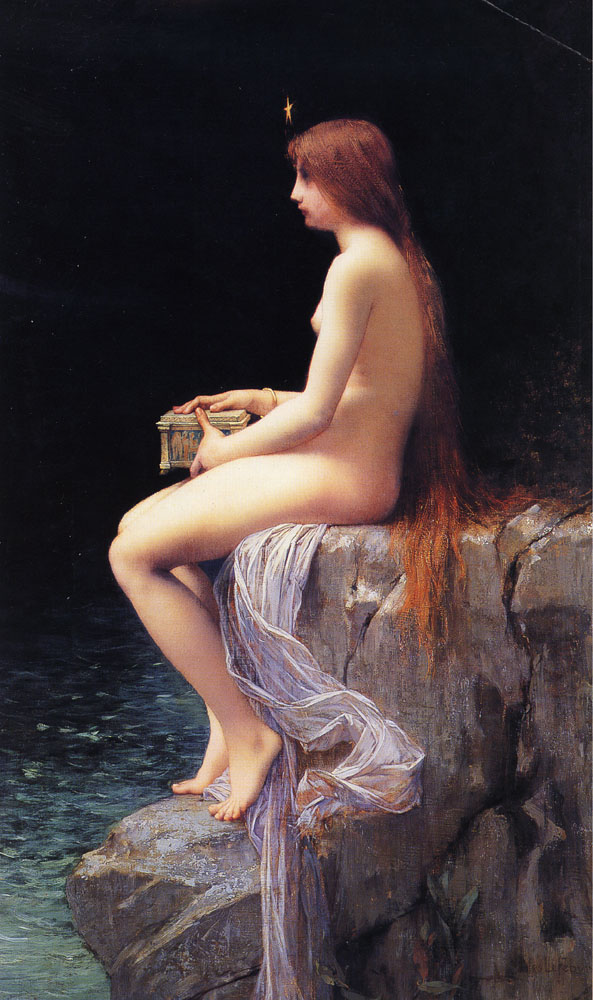
줄 조셉 르페브르의 1882년 作 〈판도라〉

판도라(그리스어: Πανδώρα, 영어: Pandora)는 그리스 신화에 나오는 최초의 여성으로서 판도라의 상자는 인류의 불행과 희망의 시작을 나타내는 대표적 상징이다.

## 신화
그리스 신화에서 판도라는 최초의 여성으로서 지상으로 내려가기 전에 남신들과 여신들로부터 선물들을 받게 된다. 그녀는 제우스에게서 판도라의 상자를 받았는데, 상자와 더불어 절대 그 상자를 열지 말라는 경고를 받았다. 판도라라는 이름은 '모든 선물을 받은 여인'으로, 신들이 그녀에게 선물을 준데에서 유래했다.
그러나 판도라는 사실 프로메테우스를 비롯한 인간들이 불을 훔친것에 대해 화가 난 제우스의 또다른 벌이었다. 제우스는 이미 프로메테우스를 바위에 묶어두고 독수리로 하여금 그의 간을 쪼아먹도록 하는 벌을 내렸다. 후에 지상에 내려와 판도라는 프로메테우스의 아우인 에피메테우스와 결혼을 한다.
하지만 결혼 생활 도중 결국 호기심을 이겨내지 못한 판도라는 판도라의 상자를 열어 버렸고 그 속에 있던 모든 질병, 슬픔, 가난, 전쟁, 증오 등의 모든 악이 쏟아져 나왔다. 놀란 판도라는 상자를 닫았고 맨밑에 있던 '희망'만이 상자에 남게 되었다. 그 이후로 인간들은 힘든 일을 많이 겪게 되었지만 희망만은 잃지 않게 되었다. 항아리에 남은 희망은 어떤 상황에서도 잃지 않는 희망이라는 긍정적인 의미로도 쓰이지만 불행 속에서 이루어지지 않는 것을 원하는 헛된 희망이라는 뜻으로 해석되기도 한다.

## 같이 보기
- 하와